# The Institute of Electrical and Electronics Engineers, Inc.
The Institute of Electrical and Electronics Engineers eller IEEE (udtales: i-triple-e) er en international nonprofitorganisation for fremme af teknologi med relation til elektricitet i meget bred forstand. Den har mere end 360.000 medlemmer i omkring 175 lande.
IEEE har bl.a. et standardiseringsorgan for dataprotokoller, og organisationen udgiver også et væld af tidsskrifter, f.eks. magasinet IEEE spectrum samt videnskabelige tidsskrifter med peer-review kaldet IEEE Transactions. 